# Particule en japonais
 (avril 2008).
La forme ressemble trop à un extrait de cours et nécessite une réécriture afin de correspondre aux standards de Wikipédia.
 (juillet 2012).
Si vous disposez d'ouvrages ou d'articles de référence ou si vous connaissez des sites web de qualité traitant du thème abordé ici, merci de compléter l'article en donnant les références utiles à sa vérifiabilité et en les liant à la section « Notes et références ».
La grammaire japonaise désigne par le terme de particule (助詞, joshi) de nombreux morphèmes grammaticaux de natures variées. Il s'agit en général de morphèmes liés, courts, qui servent à marquer des fonctions et des relations syntaxiques ou bien un trait énonciatif.
Le plus couramment on entend par particules japonaises les particules casuelles, celles qui indiquent la fonction des mots dans la phrase: sujet, complément d'objet direct, etc. Les particules sont invariables et placées derrière les mots dont elles marquent la fonction.
Comme la plupart des morphèmes grammaticaux, les particules sont écrites en kana.
Les particules sont classées en fonction du type de mot qu'elles modifient et de leur signification.
| Utilisation classique    | Nom japonais | Rōmaji          | Nom français                | Exemples |
| ------------------------ | ------------ | --------------- | --------------------------- | --- |
| Après un substantif      | 格助詞       | kaku joshi      | particule de cas            | 「がga」・「をo」・「にni」・「でde」・「からkara」・「へe」・「とto」・「のno」                               |
| Par exemple après un nom | 取り立て助詞 | toritate joshi  | particule de thématisation  | 「はwa」・「もmo」・「でもdemo」・「しかshika」・「だけdake」・「ばかりbakari」・「までmade」・「ぐらいgurai」 |
| À la place d'un nom      | 準体助詞     | juntai joshi    | particule de nominalisation | 「のno」 |
| Liens entre deux mots    | 並列助詞     | heiretsu joshi  | particule d'énumération     | 「やya」・「とto」・「かka」・「とかtoka」                                                                     |
| Lien entre deux phrases  | 接続助詞     | setsuzoku joshi | particule de coordination   | 「がga」・「からkara」・「のでnode」・「のにnoni」・「とto」・「ながらnagara」                                 |
| En fin de groupe         | 間投助詞     | kantō joshi     | particule de communication  | 「ねne」・「よyo」・「さsa」                                                                                   |
| En fin de phrase         | 終助詞       | shū joshi       | particule finale            | 「かka」・「なna」・「なあnā」・「わwa」・「ぞzo」・「ぜze」                                                   |

## La particule de thématisation 「は」
La particule de thématisation (ou de topicalisation) indique le thème de la phrase. Elle est placée après le groupe nominal thématisé, se note は (ha), se prononce わ (wa) et s'écrit wa en Hepburn.
Cette notion n'a a priori rien à voir avec celle de sujet du verbe. Il est en effet possible de thématiser n'importe quel groupe nominal de la phrase pour montrer sur quel élément on cherche à donner des informations.
| Groupe thématisé                   | Phrase japonaise                   | Rōmaji                                  | Traduction |
| ---------------------------------- | ---------------------------------- | --------------------------------------- | --- |
| sujet                              | 私はパンを食べます。               | Watashi wa pan o tabemasu.              | Je mange du pain.                                                                                             |
| sujet                              | 田中さんは本を読みます。           | Tanaka-san wa hon o yomimasu.           | M./Mme Tanaka lit un livre.                                                                                   |
| complément d'objet direct          | この本は、読んだことがありますか ? | Kono hon wa, yonda koto ga arimasu ka ? | « Avez-vous lu ce livre ? » ou, littéralement, « Ce livre, vous l'avez lu ? »                                 |
| complément circonstanciel de temps | きょうは、よいお天気ですね ?       | Kyō wa, yoi otenki desu ne ?            | « Il fait beau aujourd'hui, n'est-ce-pas ? » ou, littéralement, « Aujourd'hui, il fait beau, n'est-ce pas ? » |
| complément circonstanciel de lieu  | 大学には学生がいます。             | Daigaku ni wa gakusei ga imasu.         | Il y a des étudiants dans les universités.                                                                    |

## La particule sujet 「が」
La particule が (ga) permet d'indiquer le sujet grammatical de la phrase. L'existence de が (ga) permet donc de distinguer le sujet de la phrase (が ga), du sujet dont on parle (le thème : は wa).
| Phrase japonaise   | Rōmaji              | Traduction                                                    |
| ------------------ | ------------------- | ------------------------------------------------------------- |
| 雨が降っています。 | Ame ga futte imasu. | La pluie tombe.                                               |
| これがひどい。     | Kore ga hidoi.      | C'est atroce. (plus précisément « C'est ça qui est atroce. ») |

Note : il faut faire attention à ne pas faire de confusion avec le français. De nombreuses tournures de phrases en japonais diffèrent notablement du français et entraînent des confusions de particules. Par exemple, pour exprimer le désir, on peut dire :
| Phrase japonaise             | Rōmaji                          | Traduction                                           |
| ---------------------------- | ------------------------------- | ---------------------------------------------------- |
| この赤いりんごが欲しいです。 | Kono akai ringo ga hoshii desu. | littéralement : « Cette pomme rouge est désirable. » |

- Note :
  1. mais la tournure normale en français est : « Je veux cette pomme rouge. » et les francophones ont donc tendance à utiliser を au lieu de が ;
  2. dans une proposition subordonnée relative, on peut souvent remplacer le が sujet de cette proposition par un の.

## La particule objet 「を」
La particule objet を marque le complément d'objet direct du verbe.
En japonais moderne, à l'exception de quelques régions du Japon, il n'y a plus aucune différence de prononciation entre を et お. を se prononce donc (/o/). を est retranscrit o en rōmaji (Hepburn, kunrei-shiki), sauf avec la méthode nihonshiki, où wo est utilisé. Avec un clavier qwerty, を est entré via la combinaison de touches WO.
| Utilisation                                  | Phrase japonaise               | Rōmaji                                   | Traduction                                   |
| -------------------------------------------- | ------------------------------ | ---------------------------------------- | -------------------------------------------- |
| Complément d'objet direct                    | イチゴを食べます。             | Ichigo o tabemasu.                       | Je mange une fraise.                         |
| Origine d'un mouvement                       | 公園を出ます。                 | Kōen o demasu.                           | Je sors du parc.                             |
| Cause d'une émotion humaine                  | ジャンは父の死を悲しみました。 | Jan wa chichi no shi o kanashimimashita. | Jean a été attristé par la mort de son père. |
| Lieu dans lequel un deplacement est effectué | この鳥は空を飛ぶ。             | Kono tori wa sora o tobu.                | Cet oiseau vole dans le ciel.                |

## La particule de but 「に」
| Utilisation                       | Phrase japonaise                 | Rōmaji                                       | Traduction                                      |
| --------------------------------- | -------------------------------- | -------------------------------------------- | ----------------------------------------------- |
| Lieu ponctuel d'existence         | 家に猫がいます。                 | Uchi ni neko ga imasu.                       | Il y a un chat chez moi.                        |
| But d'un mouvement (Cas allatif)  | 日本に行きたいです。             | Nihon ni ikitai desu.                        | Je veux aller au Japon.                         |
| Complément d'objet indirect (COI) | 妹は私にりんごをくれました。     | Imōto wa watashi ni ringo o kuremashita.     | Ma petite sœur m'a donné une pomme.             |
| But d'une action                  | デパートへ野菜を買いに行きます。 | Depāto e yasai o kai ni ikimasu.             | Je vais au magasin acheter des légumes.         |
| Support d'une action              | 紙に羊を描いてください。         | Kami ni hitsuji o kaite kudasai.             | Dessine un mouton sur le papier, s'il te plaît. |
| Agent dans les phrases passives   | 私の弟にりんごを食べられました。 | Watashi no otōto ni ringo o taberaremashita. | La pomme a été mangée par mon frère.            |
| Agent dans les phrases causatives | 私は弟にりんごを食べさせます。   | Watashi wa otōto ni ringo o tabesasemasu.    | Je fais manger des pommes à mon petit frère.    |

## La particule de direction 「へ」
Indique la direction vague vers laquelle on va. Attention ! Elle se prononce え (e) et s'écrit e en Hepburn.
| Phrase japonaise | Rōmaji          | Traduction              |
| ---------------- | --------------- | ----------------------- |
| 日本へ行きたい。 | Nihon e ikitai. | Je veux aller au Japon. |

## La particule de possession 「の」
La particule の (no) permet de marquer la relation de possession avec la syntaxe :
Possesseur + の + Possédé
| Phrase japonaise   | Rōmaji                        | Traduction                      |
| ------------------ | ----------------------------- | ------------------------------- |
| 隣の車は青いです。 | Tonari no kuruma wa aoi desu. | La voiture du voisin est bleue. |

Note : le possédé peut être lui-même possesseur et réaliser ainsi une suite de plusieurs の successifs.
| Phrase japonaise         | Rōmaji                              | Traduction                                      |
| ------------------------ | ----------------------------------- | ----------------------------------------------- |
| 隣の家の窓を閉じました。 | Tonari no ie no mado o tojimashita. | J'ai fermé les fenêtres de la maison du voisin. |

Note : l'ordre des mots dans la relation possesseur-possédé est exactement inverse de celui du français.

## La particule de moyens 「で」
La particule で (de) permet en particulier de marquer le lieu de l'action ou l'instrument permettant l'action. Cet emploi ne doit pas être confondu avec celui de la particule に. En japonais, on distingue grammaticalement le lieu où quelque chose existe (particule に) et le lieu où l'on réalise une action (particule で).
| Utilisation                             | Phrase japonaise                 | Rōmaji                                | Traduction                                          |
| --------------------------------------- | -------------------------------- | ------------------------------------- | --------------------------------------------------- |
| Lieu où se passe une action             | 台所で御飯を作っています。       | Daidokoro de gohan o tsukutte imasu.  | Je suis en train de faire le repas dans la cuisine. |
| Complément de moyens (cas instrumental) | お兄さんはバスで大学に行きます。 | Onīsan wa basu de daigaku ni ikimasu. | Mon grand frère va à l'université en bus.           |
| Complément de cause                     | 病気でりんごを食べません。       | Byōki de ringo o tabemasen.           | Je ne mange pas de pomme à cause de ma maladie.     |
| Complément de temps écoulé              | 十五分でりんごを食べました。     | Jūgofun de ringo o tabemashita.       | J'ai mangé la pomme en 15 minutes.                  |

- Note : sur la dernière utilisation: là aussi, il faut opposer で à に, car il s'agit ici d'un complément de temps pris dans sa globalité (= pendant).

## Particules interrogatives
Comme en français, le caractère interrogatif de la phrase peut être marqué par une simple accentuation montante (en particulier au style neutre), mais on peut aussi utiliser des particules qui permettent alors d'apporter de nombreuses nuances à la question.
| Particule        | Phrase japonaise        | Romaji                  | Traduction                   |
| ---------------- | ----------------------- | ----------------------- | ---------------------------- |
| か               | 何をしていますか。      | Nani o shite imasu ka.  | Que faites-vous ?            |
| pas de particule | 何をしてる ？           | Nani o shiteru ?        | Que fais-tu ?                |
| の               | どうして泣いているの ？ | Dō shite naite iru no ? | Pourquoi pleures-tu ?        |
| かい             | 何してるのかい ？       | Nani shiteru no kai ?   | Qu'est-ce que tu fabriques ? |

Note :
1. la particule か est la plus classique pour marquer l'interrogation, en particulier dans le style poli (premier exemple) ;
2. en général, le point d'interrogation est inutile à l'écrit, puisque la particule か marque sans ambigüité le caractère interrogatif de l'énoncé. Le point d'interrogation est utilisé pour indiquer l'accentuation montante ;
3. la particule d'interrogation の est surtout employée par les femmes et les enfants ;
4. il existe de nombreuses variantes pour formuler une question, mais elles ont toutes en commun d'être accrochées à la fin de la phrase. Par exemple, la forme familière en かい (kai) est surtout employée par les hommes à l'égard des enfants.

## Particule d'énumération 「か」
Elle correspond à la conjonction « ou ».
| Phrase japonaise          | Rōmaji                   | Traduction                           |
| ------------------------- | ------------------------ | ------------------------------------ |
| りんごかあんずを買います. | Ringo ka anzu o kaimasu. | J'achète des pommes ou des abricots. |

## Particule de nominalisation 「の」
Pronom indéfini
| Phrase japonaise       | Rōmaji                | Traduction                    |
| ---------------------- | --------------------- | ----------------------------- |
| おいしいのを食べます。 | Oishii no o tabemasu. | J'en mange une de délicieuse. |

## Particule de substantivation 「の」
Correspond approximativement à:  « le fait de… ».
| Phrase japonaise             | Rōmaji                          | Traduction                                                                                 |
| ---------------------------- | ------------------------------- | ------------------------------------------------------------------------------------------ |
| りんごを食べるのが好きです。 | Ringo o taberu no ga suki desu. | « J'aime manger des pommes. » ou, littéralement « Le fait de manger des pommes est aimé. » |

## Particules à valeur modale
Ce sont des particules qui se placent généralement à la fin de la phrase, reflètent la classe sociale, le sexe, l'état d'esprit… du locuteur, relèvent souvent du langage familier et ne sont pas traduisibles littéralement. Il en existe de nombreuses variantes, propres à chaque dialecte et à chaque locuteur.
| Particule | Phrase japonaise               | Rōmaji                         | Traduction                                    | Nuance                      | Commentaires                             |
| --------- | ------------------------------ | ------------------------------ | --------------------------------------------- | --------------------------- | ---------------------------------------- |
| よ        | このりんごが食べたいよ。       | Kono ringo ga tabetai yo.      | Moi, je veux manger cette pomme.              | forte valeur emphatique.    | tous les locuteurs                       |
| ね        | 面白いね ?                     | Omoshiroi ne ?                 | C'est intéressant, pas vrai ?                 | accord avec l'interlocuteur | tous les locuteurs                       |
| さ        |                                |                                |                                               | exclamation atténuée        | locuteurs masculins                      |
| わ        | 残念だわ ！                    | Zannenda wa !                  | Dommage !                                     | exclamation atténuée        | utilisée par les femmes                  |
| な        | おもしろいな。                 | Omoshiroi na.                  | Tiens, c'est intéressant.                     | discours intérieur          | tous les locuteurs                       |
| の        | そのりんごはとても美味しいの。 | Sono ringo wa totemo oishī no. | Cette pomme est vraiment délicieuse, tu sais. | emphatique ou explicative   | en particulier les femmes et les enfants |

- Remarque :

1. ぞ est une variante (masculine) très familière de よ ;
2. ぜ est une variante familière de よ employée notamment à Tokyo.
3. なあ est une variante plus pensive de な ;
4. の confère à la phrase une nuance emphatique ou explicative (correspond à peu près à « c'est que… ») ; l'expression appartient au registre familier ;
5. ね exprime l'accord attendu avec le locuteur, cela correspond à « n'est-ce pas !? » (ou à « hein !? » de manière familière). Il s'agit surtout d'un message phatique, destiné à vérifier que votre interlocuteur vous écoute. Utilisé par les hommes comme par les femmes. Elle peut aussi être utilisée seule :

| Phrase japonaise | Rōmaji       | Traduction         |
| ---------------- | ------------ | ------------------ |
| ね、ね、ね ?     | Ne, ne, ne ? | Hein, hein, hein ? |

## Problèmes fréquents reliés aux particules

### La variation が/は
Selon l'aspect du prédicat (dynamique ou non), les particules peuvent ou non marquer la thématisation de l'élément marqué. Voici les possibilités :
| Proposition                                   | Phrase japonaise      | Rōmaji               | Traduction                                       |
| --------------------------------------------- | --------------------- | -------------------- | ------------------------------------------------ |
| SN(*)-ga + Prédicat Statif ⇒ SN non thématisé | 空が 青いです。       | Sora ga aoi desu.    | C'est le ciel qui est bleu (mais pas d'habitude) |
| SN-wa + Prédicat Statif ⇒ SN thématisé        | 空は 青いです。       | Sora wa aoi desu.    | Le ciel est bleu.                                |
| SN-ga + Prédicat Dynamique ⇒ SN non thématisé | ジョンが 日本に行く。 | Jon ga Nihon ni iku. | C'est John qui va au Japon.                      |
| SN-wa + Prédicat Dynamique ⇒ SN thématisé     | ジョンは 日本に行く。 | Jon wa Nihon ni iku. | John va au Japon.                                |

(*)Syntagme Nominal

### La phrase dite à multiples sujets
Fait particulièrement étonnant en japonais, une phrase à un prédicat peut posséder plusieurs syntagmes marqués par la particule sujet. Cette construction n'est possible qu'avec des prédicats verbaux statifs (capacité, état, etc.).
| Phrase japonaise                 | Rōmaji                           | Traduction                                                 |
| -------------------------------- | -------------------------------- | ---------------------------------------------------------- |
| 山が木が少ない（こと）。         | Yama ga ki ga sukunai (koto).    | (Le fait que) les arbres de la montagne sont peu nombreux. |
| ジョンが日本語が出来る（こと）。 | Jon ga nihongo ga dekiru (koto). | (le fait que) John parle japonais.                         |

Dans les deux exemples ci-dessus, il serait plus naturel d'utiliser les tournures suivantes :

| Phrase japonaise           | Rōmaji                      |
| -------------------------- | --------------------------- |
| 山は木が少ない。           | Yama wa ki ga sukunai.      |
| ジョンは日本語が出来ます。 | Jon wa nihongo ga dekimasu. |

Note : le sens est sensiblement le même mais l'utilisation de la particule de thème (wa) est plus que conseillée. En effet, dans la première phrase, les arbres sont ceux de la montagne. On pourrait donc transcrire la phrase japonaise ci-dessus par : 
« À propos de la montagne, les arbres sont peu nombreux. »